# Ендрю Джастіс
Ендрю Джастіс  (англ. Andrew Justice, 19 січня 1951) — британський веслувальник, олімпійський медаліст.

## Виступи на Олімпіадах
| Олімпіада     | Дисципліна                     | Місце |
| ------------- | ------------------------------ | ----- |
| Монреаль 1976 | четвірка парна                 | 9     |
| Москва 1980   | вісімка розстібна зі стерновим | 2     |

## Зовнішні посилання
- Досьє на sport.references.com [Архівовано 20 лютого 2009 у Wayback Machine.]

1. ↑  Andrew Justice
2. ↑  Andrew Justice